# 达努塔·科尔达丘克
达努塔·科尔达丘克（波蘭語：Danuta Kordaczuk，1939年9月2日—1988年4月10日），波兰女子排球运动员。她曾代表波兰国家队参加1964年夏季奥林匹克运动会排球比赛，获得一枚铜牌。